# Bernische Lehrerversicherungskasse
Die Bernische Lehrerversicherungskasse (BLVK) ist eine selbständige öffentlich-rechtliche Pensionskasse mit Sitz in Ostermundigen. Sie gewährleistet die berufliche Alters-. Hinterlassenen- und Invalidenvorsorge für die Berner Lehrerschaft. Aktuell sind 20'878 aktive Lehrkräfte von Kindergärten, Volks- und kantonalen Schulen sowie 10'125 Rentnerinnen und Rentner versichert. Per 31. Dezember 2024 belief sich das Anlagevermögen auf CHF 9,2 Milliarden und der Deckungsgrad lag bei 97,9 %.

## Geschichte
Die Geschichte geht auf die 1818 als freiwillige Not- und Hilfskasse gegründete Schulmeisterkasse des Kantons Bern zurück. Diese hatte zum Zweck, die damalige prekäre soziale Lage der Lehrerschaft, die im Alter oft mit Armut verbunden war, zu mildern. Die private Kasse vermochte trotz Ausbau zur Invaliden-, Witwen- und Waisenkasse im Verlaufe des 19. Jahrhunderts keine Besserung herbeibringen. Dies führte Ende 1903 zur Verabschiedung des Dekrets betreffend staatlicher Unterstützung durch den Grossen Rat, das Mitte 1904 die Übertragung der Geschäfte an die Bernische Lehrerversicherungskasse und der Lehrerschaft eine sichere Alters- und Hinterbliebenenversicherung ermöglichte.

### Untersuchung durch Parlamentarische Untersuchungskommission
Als bei der BLVK für 2003 eine Unterdeckung von rund einer Milliarde Franken festgestellt wurde, setzte der Grosse Rat am 22. November 2004 eine Parlamentarische Untersuchungskommission (PUK) ein, um die Ursachen dieser Unterdeckung zu untersuchen. Die PUK fasste in ihrem Bericht zusammen, die Kasse wählte "Ende 1999 eine zu risikoreiche Anlagestrategie (Erhöhung des Aktienanteils) und setzte diese mit zusätzlichen Risiken um (...). Wegen der fehlenden Reserven löste die Börsenbaisse eine deutliche Unterdeckung aus (...)". In der Folge trat der damalige Präsident der Verwaltungskommission der BLVK zurück. Das Parlament überwies zehn Vorstösse: sie sollten Ressourcen für eine bessere Arbeit schaffen und für mehr Transparenz sorgen.

## Rechtsgrundlagen
Die gesetzlichen Grundlagen bilden das Bundesgesetz über die berufliche Alters-, Hinterlassenen- und Invalidenvorsorge, das Bundesgesetz über die Freizügigkeit in der beruflichen Alters-, Hinterlassenen- und Invalidenvorsorge, die dazugehörigen Verordnungen sowie das Gesetz über die Bernische Lehrerversicherungskasse'. Zu den Rechtsgrundlagen zählt zudem das Vorsorgereglement der Bernischen Lehrerversicherungskasse.

## Organisation
Oberstes strategisches Führungsorgan der Bernischen Lehrerversicherungskasse ist die Verwaltungskommission. Die Verwaltungskommission ist paritätisch zusammengesetzt und besteht aus einer maximal je vier Personen umfassenden Vertretung der Arbeitnehmenden und der Arbeitgebenden. Die mit Vertrag angeschlossenen Arbeitgebenden sind angemessen zu berücksichtigen. Die Vertreterinnen und Vertreter der Arbeitnehmenden werden durch die Delegiertenversammlung gewählt, jene der Arbeitgebenden durch den Regierungsrat. Das operative Tagesgeschäft wird vom geschäftsführenden Direktor geleitet.